# Fräschels
Fräschels (toponimo tedesco; in francese Frasses, desueto) è un comune svizzero di 467 abitanti del Canton Friburgo, nel distretto di Lac.

## Società

### Evoluzione demografica
L'evoluzione demografica è riportata nella seguente tabella:
Abitanti censiti

## Infrastrutture e trasporti
Fräschels è servito dall'omonima stazione sulla ferrovia Palézieux-Lyss.

## Amministrazione
Ogni famiglia originaria del luogo fa parte del comune patriziale che ha la responsabilità della manutenzione di ogni bene comune.